# Faubourg 36
Faubourg 36 é um filme de romance francês de 2008 dirigido por Christophe Barratier. Como reconhecimento, foi nomeado ao Oscar 2010 na categoria de Melhor Canção Original por "Loin de Paname", escrita por Frank Thomas.